# عجوقة انحنائية
عجوقة انحنائية (الاسم العلمي: Ajuga campylanthoides) هي نوع نباتي يتبع جنس العجوقة من فصيلة الشفوية.